# Aleix de Roma
Aleix de Roma o l'home de Déu, mort el 412, és venerat com a sant per l'Església Ortodoxa (festa el 17 de març) i la catòlica (17 de juliol). Les dades sobre la seva vida s'han transmès al poema del segle xi Vie de saint Alexis, traduït a diverses llengües europees durant l'edat mitjana.

## Vida i llegenda
Segons la llegenda, Aleix era fill d'Eufemiano i Agalé, patricis romans. Va ser promès a una dona virtuosa que, la mateixa nit de noces, el va convèncer perquè renunciés al matrimoni a canvi d'una vida lliurada a la pietat i la fe. Aleix ho acceptà i embarcà cap al nord de Síria (l'actual Turquia) per arribar a la ciutat de Laodicea i, després, a Edessa (actual Urfa), on es guanyava la vida demanant almoina. Va tenir una visió de la Mare de Déu.
Disset anys més tard va tornar a Roma. Va anar a casa de son pare a demanar almoina, però ningú no el conegué. Acollit com a mendicant, hi visqué durant disset anys més a casa seva, sense ser reconegut, pregant i ensenyant el catecisme als nens. Hi dormia sota l'escala de l'entrada. Sabent que anava a morir, va escriure la seva història en un paper, explicant perquè va renunciar al casament, el viatge a Edessa i la seva vida posterior. Va morir i, segons la llegenda, només son pare va poder obrir-li la mà per a prendre el paper i llegir-lo, deixant-lo sorprès en adonar-se que era el seu fill.
Segons una altra tradició, Aleix va morir pobre en un hospital d'Edessa, i abans de morir va revelar que era membre d'una família noble i que havia refusat el matrimoni per a consagrar-se a Déu.
La relíquia del seu cap es venera al monestir de Santa Laura del Peloponès (Grècia).

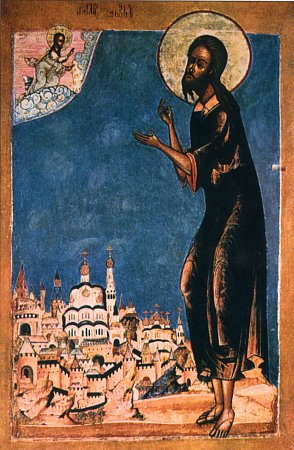
Icona romana d'Orient
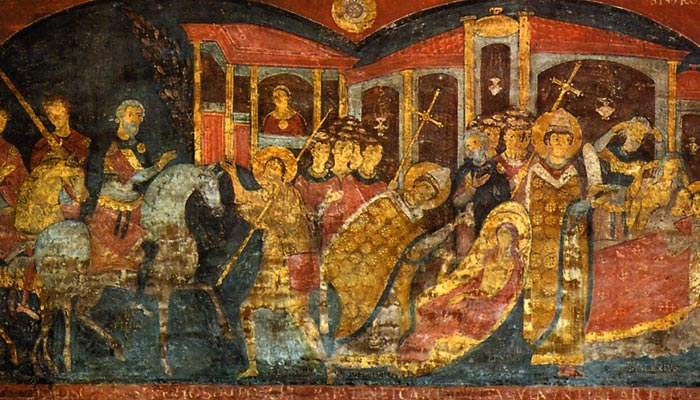
Fresc a la Basílica de Sant Climent de Roma, s. XI
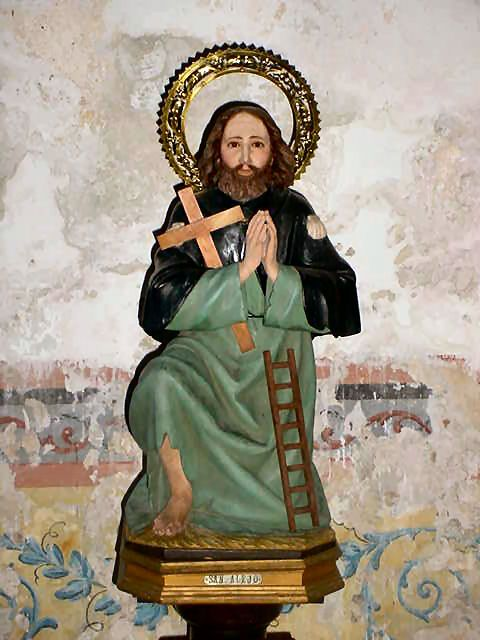
Talla devocional de les primeries del segle XX
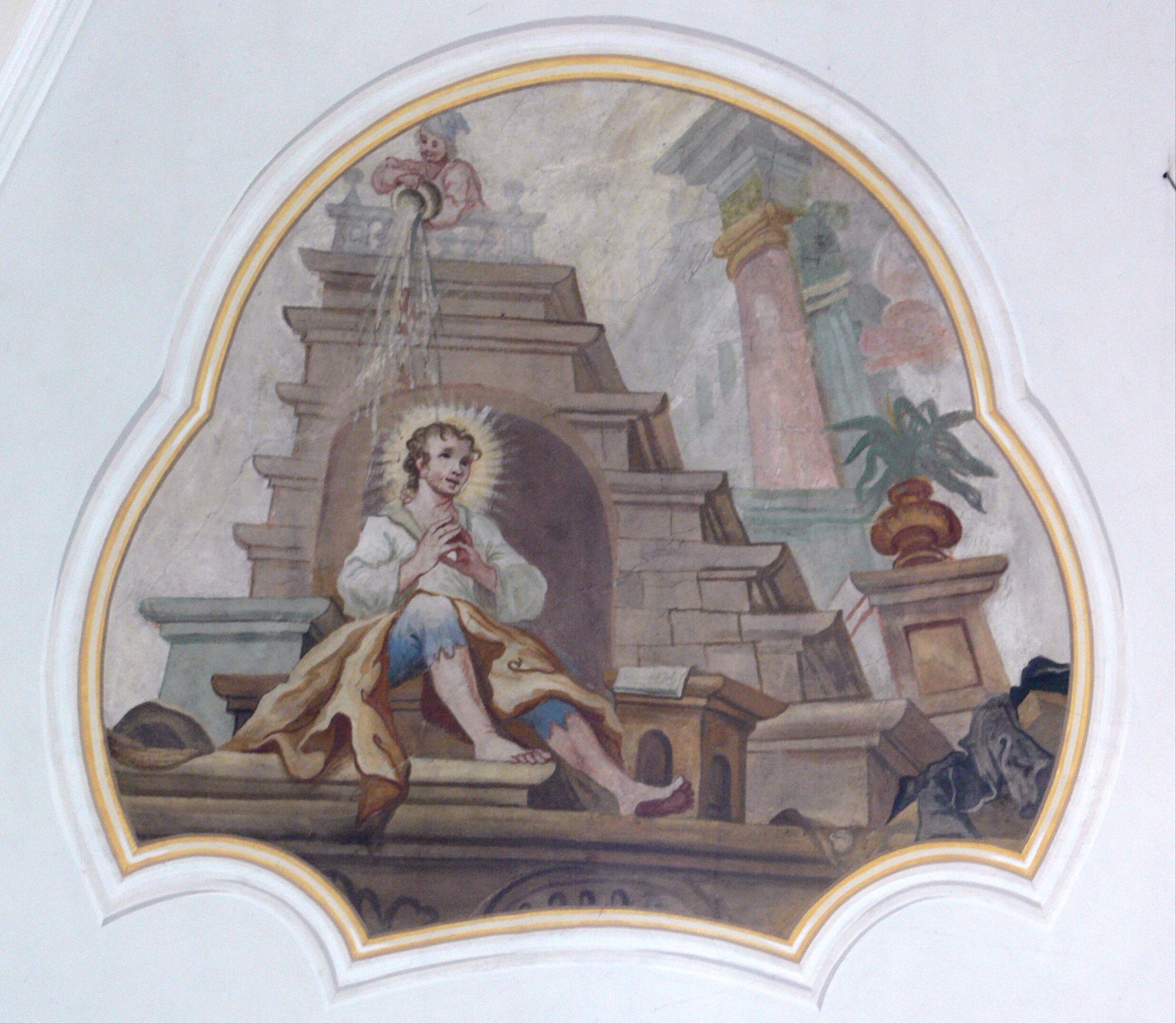
Pintura d'Anton Maulbertsch, 1732-33 (Langenargen, Bodenseekreis, parròquia de St. Martin)

## Veneració
El culte a Sant Aleix es va desenvolupar a Síria i es va estendre per l'Imperi Romà d'Orient cap al segle ix. Només cap al final del segle x n'apareix el nom als llibres litúrgic occidentals.
D'abans del segle viii hi havia a l'Aventí, a Roma, una església dedicada a Sant Bonifaci de Tars. En 972 Benet VII va donar l'església, llavors gairebé abandonada, al metropolità grec exiliat Sergi de Damasc, qui edificà al costat un monestir per a monjos grecs i llatins, famós per l'austeritat que s'hi practicava. Al nom de l'església es va afegir el de Sant Aleix, i l'església va ser coneguda, i encara ho és, com dels Sants Bonifaci i Aleix (Santi Bonifacio ed Alessio).
Va ser el començament del culte a Aleix a Roma i, potser, a tot Occident. El sant, que segons la llegenda era nadiu de Roma, va fer-se molt popular i aviat va córrer la brama que l'església dels Sants Bonifaci i Aleix estava edificada al lloc on hi havia hagut la llar d'Aleix. Fins i tot es va "trobar" l'escala sota la qual havia dormit durant disset anys.
Tot i la seva popularitat, el 1969 va ser suprimit del Calendari General dels Sants, a causa del caràcter llegendari de la seva vida. Possiblement, la història es basi en la d'algun asceta oriental d'Edessa que va viure pobrament i va ser venerat com a sant, essent la resta d'elements d'invenció popular. Es continua, però, commemorant la seva memòria, encara que no de manera general com abans.
És un sant molt popular entre els ortodoxos, que el festegen el 17 de març. Aleix és un nom molt comú als països eslaus.

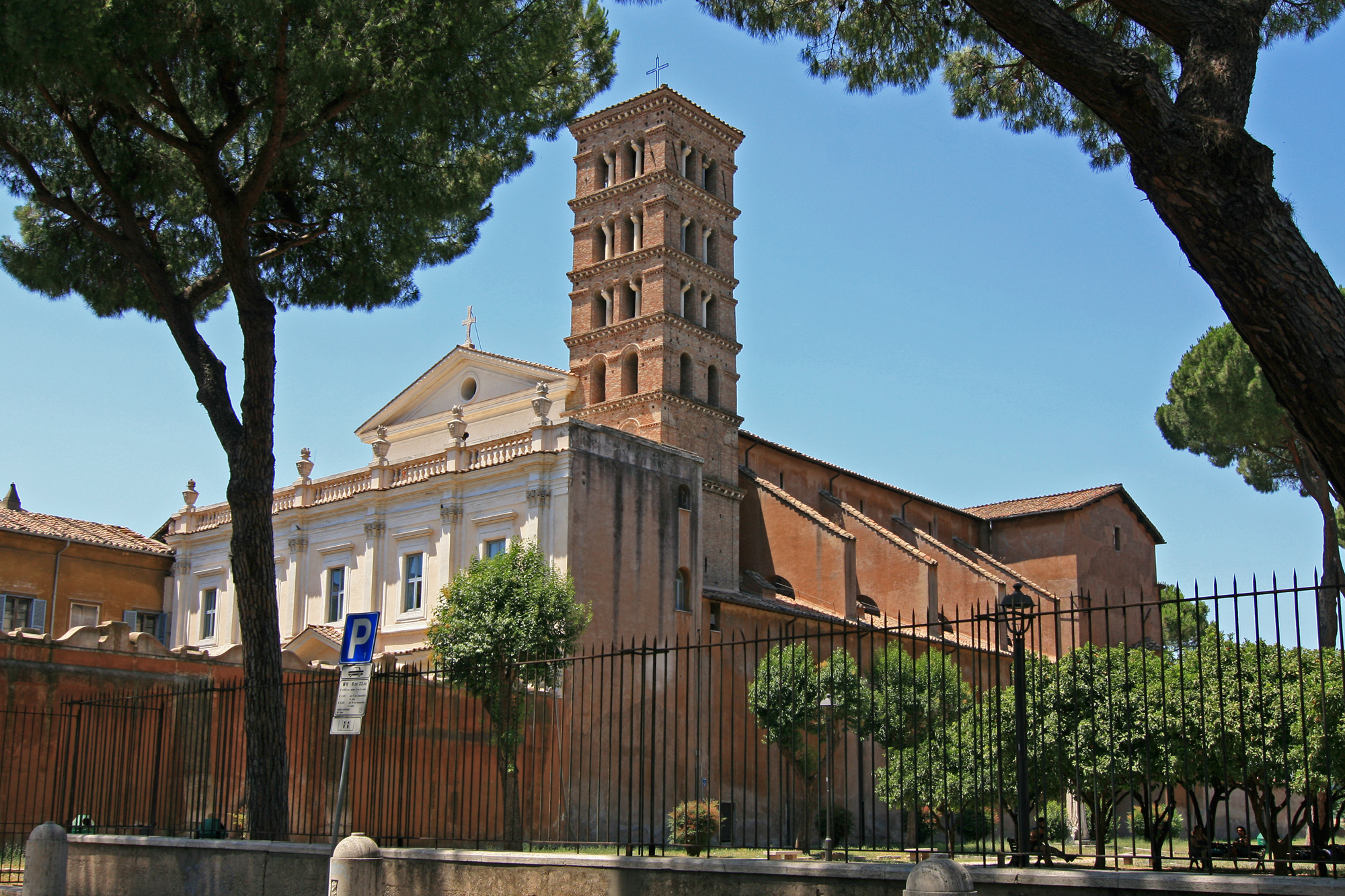
Església dels Sants Bonifaci i Aleix, a l'Aventí (Roma)
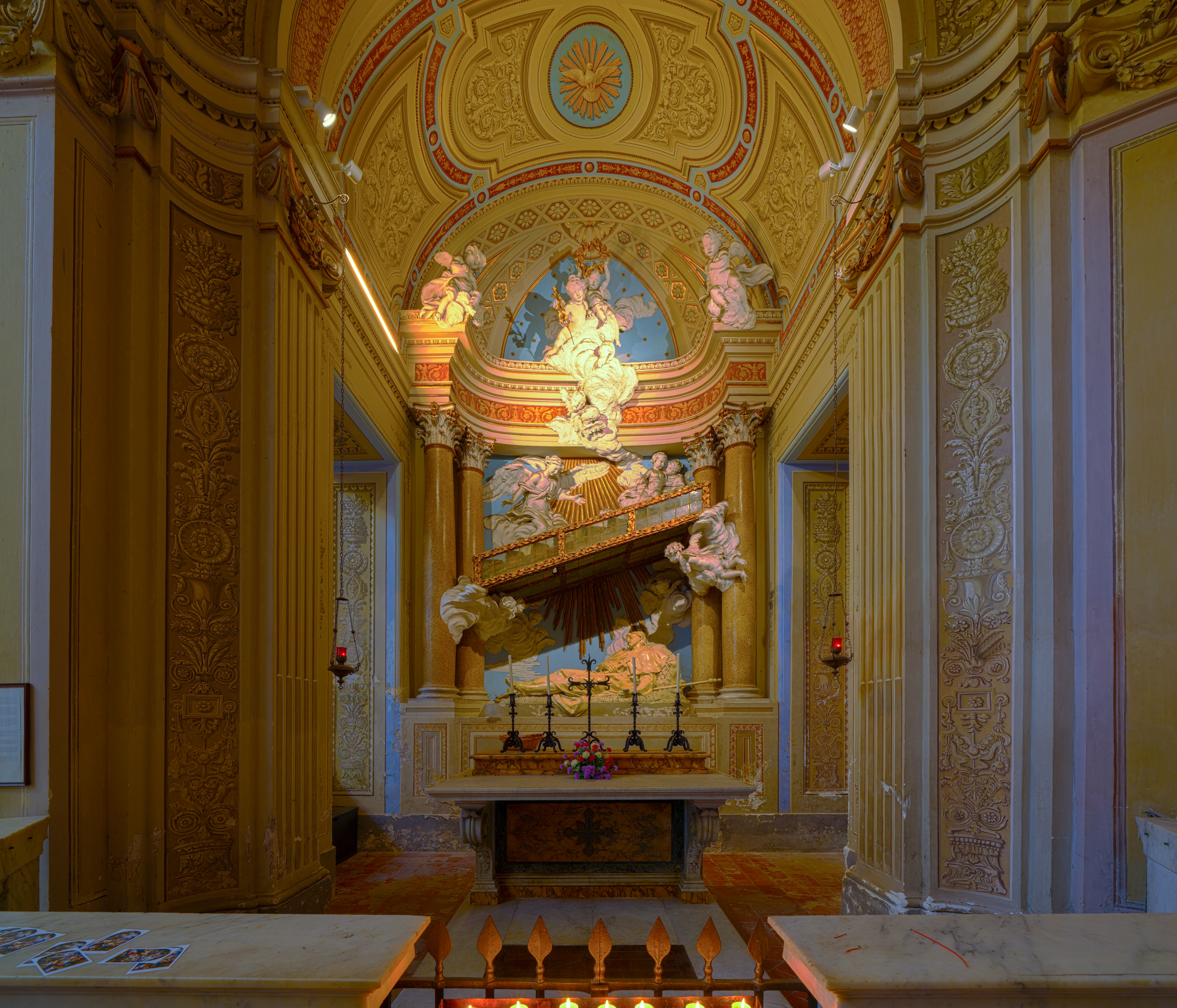
Capella del sant, amb l'escala de la casa (retaule d'Andrea Bergondi), a Santi Bonifacio ed Alessio (Roma)
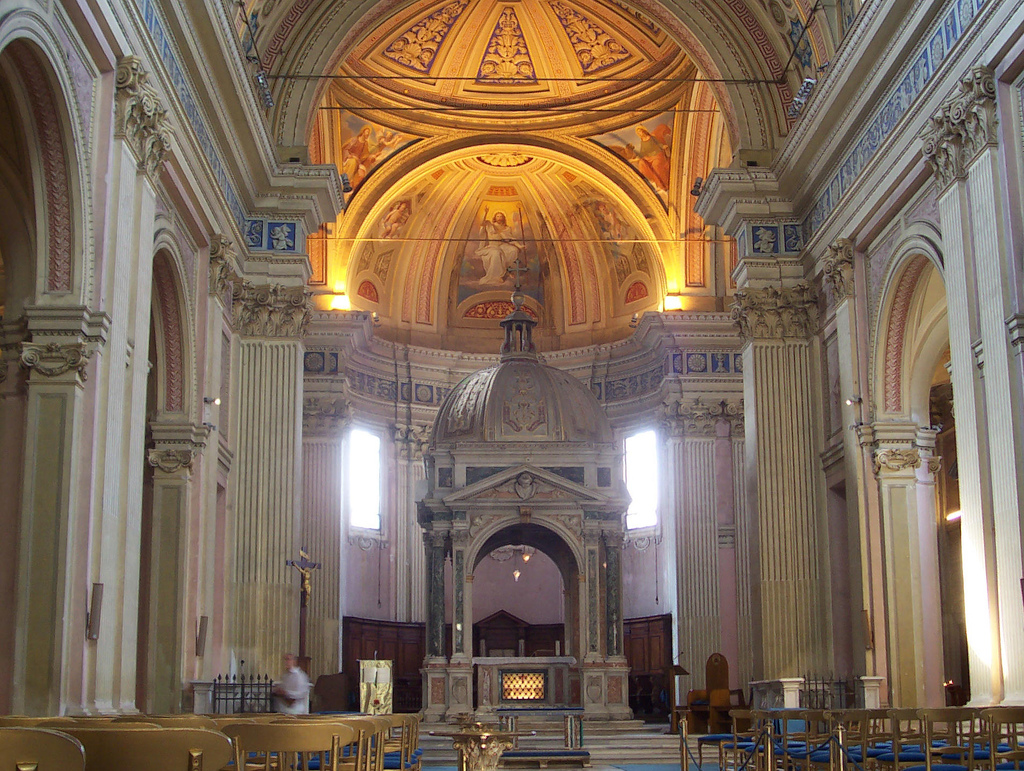
Nau i altar major de S. Bonifacio ed Alessio; sota l'altar hi ha les relíquies dels sants
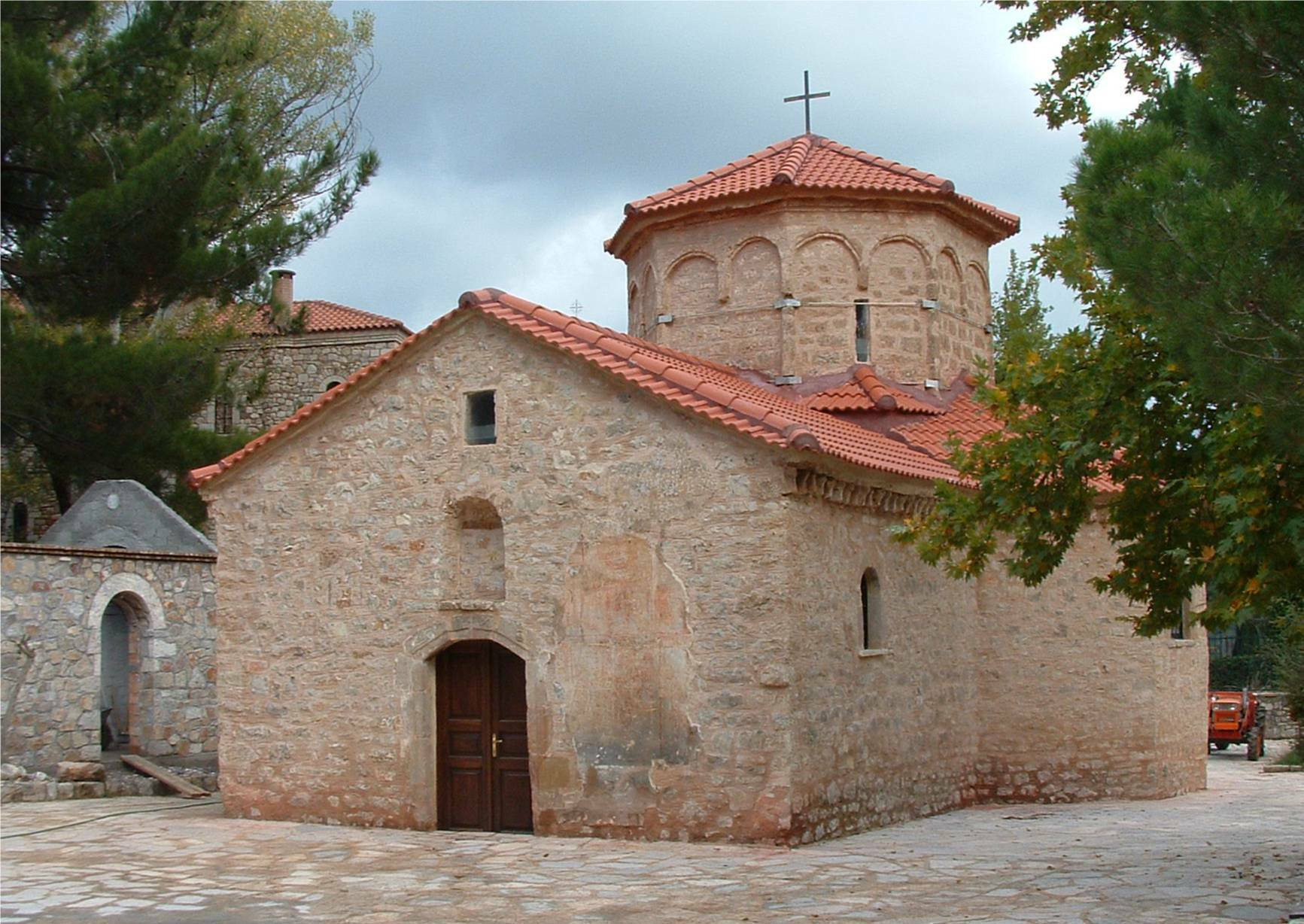
Església del monestir d'Agia Lavra (Santa Laura), al Peloponès, on hi ha el cap del sant

## Obres artístiques
En 1632, es va estrenar a Roma, al Palazzo Barberini, l'òpera sacra Sant'Alessio, amb música de Stefano Landi i llibret de Giulio Rospigliosi, sobre la vida del sant.